# Ант
Антон Зав'ялов (також відомий як Ант; *1 вересня 1982) — російський реп-виконавець, бітмейкер, професійний саунд-продюсер та аранжувальник. Народився 1 вересня 1982 року в Омську. Учасник музичних проектів «Отрицательное Влияние», «Дэфолиант», «25/17» (до 2009 року відомоий під назвою «Иезекииль 25:17»), що випускаються на лейблі «ЗАСАДА prodution». Переможець першого телевізійного хіп-хоп шоу "Битва за респект "на телеканалі МУЗ-ТВ.

## Дискографія

### У складі групи«Иезекииль 25:17»
- 2004 — Честное слово третьего подземелья
- 2008 — Засада. Крепче стали

### У складі групи«25/17»
- 2009 — Только для своих
- 2010 — Зебра

### Сольні роботи
- 2010 — Полоса белая
- 2010 — Всем весна!

## Відеографія
- Виражи feat. Dimaestro
- Есть здесь кто
- Только для своих («25/17»)
- Никто не сможет меня остановить
- Мама, мы все тяжело больны